# Goodenia dimorpha
Goodenia dimorpha är en tvåhjärtbladig växtart som beskrevs av Joseph Henry Maiden och Betche. Goodenia dimorpha ingår i släktet Goodenia och familjen Goodeniaceae. Inga underarter finns listade i Catalogue of Life.